# Themeliotis
Themeliotis é um gênero de mariposa pertencente à família Acrolophidae.